# XII Legislatura de la Asamblea de Madrid
La xii Legislatura de la Asamblea de Madrid se inició el lunes 21 de junio de 2021.
Los días 17 y 18 de junio tuvo lugar la sesión plenaria de investidura de la presidenta de la Comunidad de Madrid, Isabel Díaz Ayuso, cabeza de lista del Partido Popular (PP) en las elecciones, que propuesta candidata, teniendo lugar el pleno del debate de su investidura los días de junio. Ayuso fue investida presidenta, necesitando del voto a favor de Vox en la investidura. La Asamblea de Madrid se disolvió el 4 de abril de 2023.

## Investidura
| Resultado de la votación de investidura de la Presidenta de la Comunidad de Madrid Mayoría absoluta: 69/136 |                                                          |          |    |    |    |    |   |        |
| Candidato                                                                                                   | Fecha                                                    | Voto     |    |    |    |    |   | Total  |
| Isabel Díaz Ayuso (PP)                                                                                      | 18 de junio de 2021 Mayoría requerida: Absoluta (69/136) | Sí       | 65 |    |    | 12 |   | 77/136 |
| Isabel Díaz Ayuso (PP)                                                                                      | 18 de junio de 2021 Mayoría requerida: Absoluta (69/136) | No       |    | 24 | 24 |    | 9 | 57/136 |
| Isabel Díaz Ayuso (PP)                                                                                      | 18 de junio de 2021 Mayoría requerida: Absoluta (69/136) | Ausentes |    |    |    | 1  | 1 | 2/136  |

## Mesa de la Asamblea
| Cargo                  | Titular                       | Lista      |
| ---------------------- | ----------------------------- | ---------- |
| Presidenta             | Eugenia Carballedo            | PP         |
| Vicepresidente primero | Jorge Rodrigo Domínguez       | PP         |
| Vicepresidente segundo | Ignacio Arias Moreno          | Vox        |
| Vicepresidenta tercera | Esther Rodríguez Moreno       | Más Madrid |
| Secretario primero     | José María Arribas del Barrio | PP         |
| Secretario segundo     | Diego Cruz Torrijos           | PSOE-M     |
| Secretario tercero     | Francisco Galeote Perea       | PP         |

## Junta de portavoces
| Portavoces titulares           | Portavoces titulares                                     | Portavoces titulares        | Portavoces titulares |
| ------------------------------ | -------------------------------------------------------- | --------------------------- | -------------------- |
|                                | Portavoz del GP Popular                                  | Pedro Muñoz Abrines         | PP                   |
|                                | Portavoz del GP Más Madrid                               | Mónica García Gómez         | Más Madrid           |
|                                | Portavoz del GP Socialista                               | Juan Lobato Gandarias       | PSOE-M               |
|                                | Portavoz del GP VOX                                      | Rocío Monasterio San Martín | Vox                  |
|                                | Portavoz del GP Unidas Podemos- IU-Madrid en Pie         | Carolina Alonso Alonso      | Unidas Podemos       |
| Portavoces adjuntos            |                                                          |                             |                      |
|                                | Portavoces adjuntos del GP Popular                       | Ana Camins Martínez         | PP                   |
| Pedro Muñoz Abrines            | Portavoces adjuntos del GP Popular                       |                             | PP                   |
|                                | Portavoces adjuntos del GP Más Madrid                    | María Pastor Valdés         | Más Madrid           |
| Manuela Bergerot Uncal         | Portavoces adjuntos del GP Más Madrid                    |                             | Más Madrid           |
|                                | Portavoces adjuntos del GP Socialista                    | José Cepeda García de León  | PSOE-M               |
| Pilar Sánchez Acera            | Portavoces adjuntos del GP Socialista                    |                             | PSOE-M               |
|                                | Portavoces adjuntos del GP VOX                           | Ana María Cuartero Lorenzo  | Vox                  |
| Ínigo Henríquez de Luna Losada | Portavoces adjuntos del GP VOX                           |                             | Vox                  |
|                                | Portavoz adjunta del GP Unidas Podemos- IU-Madrid en Pie | Alejandra Jacinto Uranga    | Unidas Podemos       |

## Grupos parlamentarios
| Grupo parlamentario | Grupo parlamentario             | Componentes                        | Portavoz                    | Líder                       | Escaños |
| ------------------- | ------------------------------- | ---------------------------------- | --------------------------- | --------------------------- | ------- |
|                     | Popular                         | PP                                 | Pedro Muñoz Abrines         | Isabel Natividad Díaz Ayuso | 65      |
|                     | Más Madrid                      | Más Madrid                         | Mónica García Gómez         | Mónica García Gómez         | 24      |
|                     | Socialista                      | PSOE-M                             | Juan Lobato Gandarias       | Juan Lobato Gandarias       | 24      |
|                     | Vox                             | Vox                                | Rocío Monasterio San Martín | Rocío Monasterio San Martín | 13      |
|                     | Unidas Podemos-IU-Madrid en Pie | Podemos: 5 IU: 2 Independientes: 3 | Carolina Alonso Alonso      | Carolina Alonso Alonso      | 10      |

## Pleno
| Nombre                                          | Grupo Parlamentario | Grupo Parlamentario | Partido | Partido    | Alta               | Baja |
| ----------------------------------------------- | ------------------- | ------------------- | ------- | ---------- | ------------------ | ---- |
| María Acín Carrera                              |                     | Más Madrid          |         | Más Madrid | 8 de junio de 2021 |      |
| María Paloma Adrados Gautier                    |                     | Popular             |         | PP         | 8 de junio de 2021 |      |
| Carolina Alonso Alonso                          |                     | Unidas Podemos      |         | Podemos    | 8 de junio de 2021 |      |
| Loreto Arenillas Gómez                          |                     | Más Madrid          |         | Más Madrid | 8 de junio de 2021 |      |
| José Ignacio Arias Moreno                       |                     | Vox en Madrid       |         | Vox        | 8 de junio de 2021 |      |
| José María Arribas del Barrio                   |                     | Popular             |         | PP         | 8 de junio de 2021 |      |
| Gonzalo Babé Romero                             |                     | Vox en Madrid       |         | Vox        | 8 de junio de 2021 |      |
| Álvaro Ballarín Valcárcel                       |                     | Popular             |         | PP         | 8 de junio de 2021 |      |
| María Carmen Barahona Prol                      |                     | Socialista          |         | PSOE-M     | 8 de junio de 2021 |      |
| Jazmín Beirak Ulanosky                          |                     | Más Madrid          |         | Más Madrid | 8 de junio de 2021 |      |
| Manuela Bergerot Uncal                          |                     | Más Madrid          |         | Más Madrid | 8 de junio de 2021 |      |
| Marta Bernardo Llorente                         |                     | Socialista          |         | PSOE-M     | 8 de junio de 2021 |      |
| María del Mar Blanco Garrido                    |                     | Popular             |         | PP         | 8 de junio de 2021 |      |
| Sergio Brabezo Carballo                         |                     | Popular             |         | PP         | 8 de junio de 2021 |      |
| Miriam Bravo Sánchez                            |                     | Popular             |         | PP         | 8 de junio de 2021 |      |
| Tomás Burgos Beteta                             |                     | Popular             |         | PP         | 8 de junio de 2021 |      |
| Mariano Calabuig Martínez                       |                     | Vox en Madrid       |         | Vox        | 8 de junio de 2021 |      |
| Ana Camins Martínez                             |                     | Popular             |         | PP         | 8 de junio de 2021 |      |
| María Eugenia Carballedo Berlanga               |                     | Popular             |         | PP         | 8 de junio de 2021 |      |
| María Carmen Castell Díaz                       |                     | Popular             |         | PP         | 8 de junio de 2021 |      |
| Ignacio Catalá Martínez                         |                     | Popular             |         | PP         | 8 de junio de 2021 |      |
| Jesús Celada Pérez                              |                     | Socialista          |         | PSOE-M     | 8 de junio de 2021 |      |
| José Carmelo Cepeda García de León              |                     | Socialista          |         | PSOE-M     | 8 de junio de 2021 |      |
| Orlando Chacón Tabares                          |                     | Popular             |         | PP         | 8 de junio de 2021 |      |
| Ana Collado Jiménez                             |                     | Popular             |         | PP         | 8 de junio de 2021 |      |
| Sonia Conejero Palero                           |                     | Socialista          |         | PSOE-M     | 8 de junio de 2021 |      |
| Pedro María Corral Corral                       |                     | Popular             |         | PP         | 8 de junio de 2021 |      |
| Mirina Cortés Ortega                            |                     | Popular             |         | PP         | 8 de junio de 2021 |      |
| Diego Cruz Torrijos                             |                     | Socialista          |         | PSOE-M     | 8 de junio de 2021 |      |
| Ana María Cuartero Lorenzo                      |                     | Vox en Madrid       |         | Vox        | 8 de junio de 2021 |      |
| Jorge Arturo Cutillas Cordón                    |                     | Vox en Madrid       |         | Vox        | 8 de junio de 2021 |      |
| Ana Dávila-Ponce de León Municio                |                     | Popular             |         | PP         | 8 de junio de 2021 |      |
| Jaime María de Berenguer de Santiago            |                     | Vox en Madrid       |         | Vox        | 8 de junio de 2021 |      |
| Jaime de los Santos González                    |                     | Popular             |         | PP         | 8 de junio de 2021 |      |
| Emilio Delgado Orgaz                            |                     | Más Madrid          |         | Más Madrid | 8 de junio de 2021 |      |
| Isabel Natividad Díaz Ayuso                     |                     | Popular             |         | PP         | 8 de junio de 2021 |      |
| Matilde Isabel Díaz Ojeda                       |                     | Socialista          |         | PSOE-M     | 8 de junio de 2021 |      |
| Alberto Escribano García                        |                     | Popular             |         | PP         | 8 de junio de 2021 |      |
| María Yolanda Estrada Madrid                    |                     | Popular             |         | PP         | 8 de junio de 2021 |      |
| Lucía Soledad Fernández Alonso                  |                     | Popular             |         | PP         | 8 de junio de 2021 |      |
| Fernando Fernández Lara                         |                     | Socialista          |         | PSOE-M     | 8 de junio de 2021 |      |
| Eduardo Fernández Rubiño                        |                     | Más Madrid          |         | Más Madrid | 8 de junio de 2021 |      |
| Javier Fernández-Lasquetty                      |                     | Popular             |         | PP         | 8 de junio de 2021 |      |
| Diego Figuera Álvarez                           |                     | Más Madrid          |         | Más Madrid | 8 de junio de 2021 |      |
| Francisco Galeote Perea                         |                     | Popular             |         | PP         | 8 de junio de 2021 |      |
| Mónica García Gómez                             |                     | Más Madrid          |         | Más Madrid | 8 de junio de 2021 |      |
| José Luis García Sánchez                        |                     | Socialista          |         | PSOE-M     | 8 de junio de 2021 |      |
| Paloma García Villa                             |                     | Unidas Podemos      |         | Podemos    | 8 de junio de 2021 |      |
| Beatriz Gimeno Reinoso                          |                     | Unidas Podemos      |         | Podemos    | 8 de junio de 2021 |      |
| Pablo Gómez Perpiñá                             |                     | Más Madrid          |         | Más Madrid | 8 de junio de 2021 |      |
| Cristina González Álvarez                       |                     | Socialista          |         | PSOE-M     | 8 de junio de 2021 |      |
| Carlos González Maestre                         |                     | Popular             |         | PP         | 8 de junio de 2021 |      |
| Carlos González Pereira                         |                     | Popular             |         | PP         | 8 de junio de 2021 |      |
| Carla Isabel Greciano Barrado                   |                     | Popular             |         | PP         | 8 de junio de 2021 |      |
| Javier Guardiola Arévalo                        |                     | Socialista          |         | PSOE-M     | 8 de junio de 2021 |      |
| Santiago Eduardo Gutiérrez Benito               |                     | Más Madrid          |         | Más Madrid | 8 de junio de 2021 |      |
| Pablo Gutiérrez de Cabiedes Hidalgo de Caviedes |                     | Vox en Madrid       |         | Vox        | 8 de junio de 2021 |      |
| Íñigo Henríquez de Luna Losada                  |                     | Vox en Madrid       |         | Vox        | 8 de junio de 2021 |      |
| Lorena Heras Sedano                             |                     | Popular             |         | PP         | 8 de junio de 2021 |      |
| Raquel Huerta Bravo                             |                     | Más Madrid          |         | Más Madrid | 8 de junio de 2021 |      |
| Carlos Izquierdo Torres                         |                     | Popular             |         | PP         | 8 de junio de 2021 |      |
| Alejandra Jacinto Uranga                        |                     | Unidas Podemos      |         | Podemos    | 8 de junio de 2021 |      |
| Hana Jalloul Muro                               |                     | Socialista          |         | PSOE-M     | 8 de junio de 2021 |      |
| Gádor Pilar Joya Verde                          |                     | Vox en Madrid       |         | Vox        | 8 de junio de 2021 |      |
| Vanessa Lillo Gómez                             |                     | Unidas Podemos      |         | IU-Madrid  | 8 de junio de 2021 |      |
| Juan Lobato Gandarias                           |                     | Socialista          |         | PSOE-M     | 8 de junio de 2021 |      |
| Enrique López López                             |                     | Popular             |         | PP         | 8 de junio de 2021 |      |
| María del Carmen López Ruiz                     |                     | Socialista          |         | PSOE-M     | 8 de junio de 2021 |      |
| Marta Marbán de Frutos                          |                     | Popular             |         | PP         | 8 de junio de 2021 |      |
| Paloma Martín Martín                            |                     | Popular             |         | PP         | 8 de junio de 2021 |      |
| Hugo Martínez Abarca                            |                     | Más Madrid          |         | Más Madrid | 8 de junio de 2021 |      |
| Serigne Mbaye Diouf                             |                     | Unidas Podemos      |         | Podemos    | 8 de junio de 2021 |      |
| María Carmen Mena Romero                        |                     | Socialista          |         | PSOE-M     | 8 de junio de 2021 |      |
| José Virgilio Menéndez Medrano                  |                     | Popular             |         | PP         | 8 de junio de 2021 |      |
| Rocío Monasterio San Martín                     |                     | Vox en Madrid       |         | Vox        | 8 de junio de 2021 |      |
| Silvia Monterrubio Hernando                     |                     | Socialista          |         | PSOE-M     | 8 de junio de 2021 |      |
| Álvaro Moraga Valiente                          |                     | Popular             |         | PP         | 8 de junio de 2021 |      |
| Lorena Morales Porro                            |                     | Socialista          |         | PSOE-M     | 8 de junio de 2021 |      |
| Jacinto Morano González                         |                     | Unidas Podemos      |         | Podemos    | 8 de junio de 2021 |      |
| Agustín Moreno García                           |                     | Unidas Podemos      |         | Podemos    | 8 de junio de 2021 |      |
| Jorge Moruno Danzi                              |                     | Más Madrid          |         | Más Madrid | 8 de junio de 2021 |      |
| Pedro Muñoz Abrines                             |                     | Popular             |         | PP         | 8 de junio de 2021 |      |
| Almudena Negro Konrad                           |                     | Popular             |         | PP         | 8 de junio de 2021 |      |
| María del Mar Nicolás Robledano                 |                     | Popular             |         | PP         | 8 de junio de 2021 |      |
| Janette Novo Castillo                           |                     | Popular             |         | PP         | 8 de junio de 2021 |      |
| Noelia Núñez González                           |                     | Popular             |         | PP         | 8 de junio de 2021 |      |
| José Enrique Núñez Guijarro                     |                     | Popular             |         | PP         | 8 de junio de 2021 |      |
| Alberto Oliver Gómez de la Vega                 |                     | Más Madrid          |         | Más Madrid | 8 de junio de 2021 |      |
| Enrique Matías Ossorio Crespo                   |                     | Popular             |         | PP         | 8 de junio de 2021 |      |
| Javier Padilla Bernáldez                        |                     | Más Madrid          |         | Más Madrid | 8 de junio de 2021 |      |
| Gonzalo Pastor Barahona                         |                     | Socialista          |         | PSOE-M     | 8 de junio de 2021 |      |
| María Pastor Valdés                             |                     | Más Madrid          |         | Más Madrid | 8 de junio de 2021 |      |
| Juan Antonio Peña Ochoa                         |                     | Popular             |         | PP         | 8 de junio de 2021 |      |
| Juana Beatriz Pérez Abraham                     |                     | Popular             |         | PP         | 8 de junio de 2021 |      |
| Javier Pérez Gallardo                           |                     | Vox en Madrid       |         | Vox        | 8 de junio de 2021 |      |
| David Pérez García                              |                     | Popular             |         | PP         | 8 de junio de 2021 |      |
| Alodia Pérez Muñoz                              |                     | Más Madrid          |         | Más Madrid | 8 de junio de 2021 |      |
| Ignacio José Pezuela Cabañes                    |                     | Popular             |         | PP         | 8 de junio de 2021 |      |
| Judith piquet                                   |                     | Popular             |         | PP         | 8 de junio de 2021 |      |
| Esther Platero San Román                        |                     | Popular             |         | PP         | 8 de junio de 2021 |      |
| Daniel Portero de la Torre                      |                     | Popular             |         | PP         | 8 de junio de 2021 |      |
| Miriam Rabaneda Gudiel                          |                     | Popular             |         | PP         | 8 de junio de 2021 |      |
| Eduardo Raboso García-Baquero                   |                     | Popular             |         | PP         | 8 de junio de 2021 |      |
| Ángel Ramos Sánchez                             |                     | Popular             |         | PP         | 8 de junio de 2021 |      |
| Miguel Ángel Recuenco Checa                     |                     | Popular             |         | PP         | 8 de junio de 2021 |      |
| María Isabel Redondo Alcaide                    |                     | Popular             |         | PP         | 8 de junio de 2021 |      |
| Enrique Rico García Hierro                      |                     | Socialista          |         | PSOE-M     | 8 de junio de 2021 |      |
| Santiago José Rivero Cruz                       |                     | Socialista          |         | PSOE-M     | 8 de junio de 2021 |      |
| Encarnación Rivero Flor                         |                     | Popular             |         | PP         | 8 de junio de 2021 |      |
| Jorge Rodrigo Domínguez                         |                     | Popular             |         | PP         | 8 de junio de 2021 |      |
| Esther Rodríguez Moreno                         |                     | Más Madrid          |         | Más Madrid | 8 de junio de 2021 |      |
| Alicia Verónica Rubio Calle                     |                     | Vox en Madrid       |         | Vox        | 8 de junio de 2021 |      |
| José Luis Ruiz Bartolomé                        |                     | Vox en Madrid       |         | Vox        | 8 de junio de 2021 |      |
| Enrique Ruiz Escudero                           |                     | Popular             |         | PP         | 8 de junio de 2021 |      |
| Pilar Sánchez Acera                             |                     | Socialista          |         | PSOE-M     | 8 de junio de 2021 |      |
| Antonio Sánchez Domínguez                       |                     | Más Madrid          |         | Más Madrid | 8 de junio de 2021 |      |
| Soledad Sánchez Maroto                          |                     | Unidas Podemos      |         | IU-Madrid  | 8 de junio de 2021 |      |
| Tania Sánchez Melero                            |                     | Más Madrid          |         | Más Madrid | 8 de junio de 2021 |      |
| Alejandro Sánchez Pérez                         |                     | Más Madrid          |         | Más Madrid | 8 de junio de 2021 |      |
| Alicia Sánchez-Camacho Pérez                    |                     | Popular             |         | PP         | 8 de junio de 2021 |      |
| Diego Sanjuanbenito Bonal                       |                     | Popular             |         | PP         | 8 de junio de 2021 |      |
| Jesús Santos Gimeno                             |                     | Unidas Podemos      |         | Podemos    | 8 de junio de 2021 |      |
| Carlos Segura Gutiérrez                         |                     | Popular             |         | PP         | 8 de junio de 2021 |      |
| Alejandra Serrano Fernández                     |                     | Popular             |         | PP         | 8 de junio de 2021 |      |
| Alfonso Carlos Serrano Sánchez-Capuchino        |                     | Popular             |         | PP         | 8 de junio de 2021 |      |
| Enrique Serrano Sánchez-Tembleque               |                     | Popular             |         | PP         | 8 de junio de 2021 |      |
| Juan Soler-Espiauba Gallo                       |                     | Popular             |         | PP         | 8 de junio de 2021 |      |
| Begoña Estefanía Suárez Menéndez                |                     | Socialista          |         | PSOE-M     | 8 de junio de 2021 |      |
| Héctor Tejero Franco                            |                     | Más Madrid          |         | Más Madrid | 8 de junio de 2021 |      |
| Paloma Tejero Toledo                            |                     | Popular             |         | PP         | 8 de junio de 2021 |      |
| Alicia Torija López                             |                     | Más Madrid          |         | Más Madrid | 8 de junio de 2021 |      |
| Elisa Adela Vigil González                      |                     | Popular             |         | PP         | 8 de junio de 2021 |      |
| Manuela Villa Acosta                            |                     | Socialista          |         | PSOE-M     | 8 de junio de 2021 |      |
| Agustín Vinagre Alcázar                         |                     | Socialista          |         | PSOE-M     | 8 de junio de 2021 |      |
| José Manuel Zarzoso Revenga                     |                     | Popular             |         | PP         | 8 de junio de 2021 |      |
| Teresa de Jesús Zurita Ramón                    |                     | Más Madrid          |         | Más Madrid | 8 de junio de 2021 |      |